# Sprotta
Sprotta ist ein Ortsteil der Gemeinde Doberschütz im Landkreis Nordsachsen des Freistaates Sachsen.

## Geografische Lage
Sprotta liegt im Naturpark Dübener Heide nordöstlich der Stadt Eilenburg und südwestlich des Hauptortes Doberschütz. Zwischen Sprotta und Eilenburg befindet sich ein etwa 150 Hektar großer See, der durch Kiesabbau entstanden ist. Südlich des Ortes verlaufen die Bahnstrecke Halle–Cottbus und die Bundesstraße 87. Südlich von Sprotta befindet sich der Siedlungsbereich Sprotta-Siedlung.

## Geschichte
Sprotta gehört zum Siedlungstypus des Straßenangerdorfs. Es gehörte bis 1815 zum kursächsischen bzw. königlich-sächsischen Amt Eilenburg. Die Grundherrschaft über den Ort lag jedoch um 1747 beim Rittergut Thallwitz, das zum Amt Wurzen des Stiftsamts Wurzen unter kursächsischer Oberhoheit gehörte. Durch die Beschlüsse des Wiener Kongresses kam Sprotta im Jahr 1815 zu Preußen und wurde 1816 dem Kreis Delitzsch im Regierungsbezirk Merseburg der Provinz Sachsen zugeteilt, zu dem der Ort bis 1952 gehörte.
1952 kam Sprotta bei der Verwaltungsreform der DDR zum Kreis Eilenburg im neu gebildeten Bezirk Leipzig. Nach dem Zweiten Weltkrieg lag die Einwohnerzahl Sprottas bei knapp über 1.000. Als 1990 die Bezirke zugunsten der früheren Ländergliederung aufgelöst wurden, ordnete man den Großteil des 1816 an Preußen gefallenen Gebiets des preußischen Landkreises Delitzsch dem wiedererstandenen Freistaat Sachsen zu. 1996 erfolgte die Zusammenlegung Sprottas mit fünf weiteren Gemeinden zur Gemeinde Doberschütz.

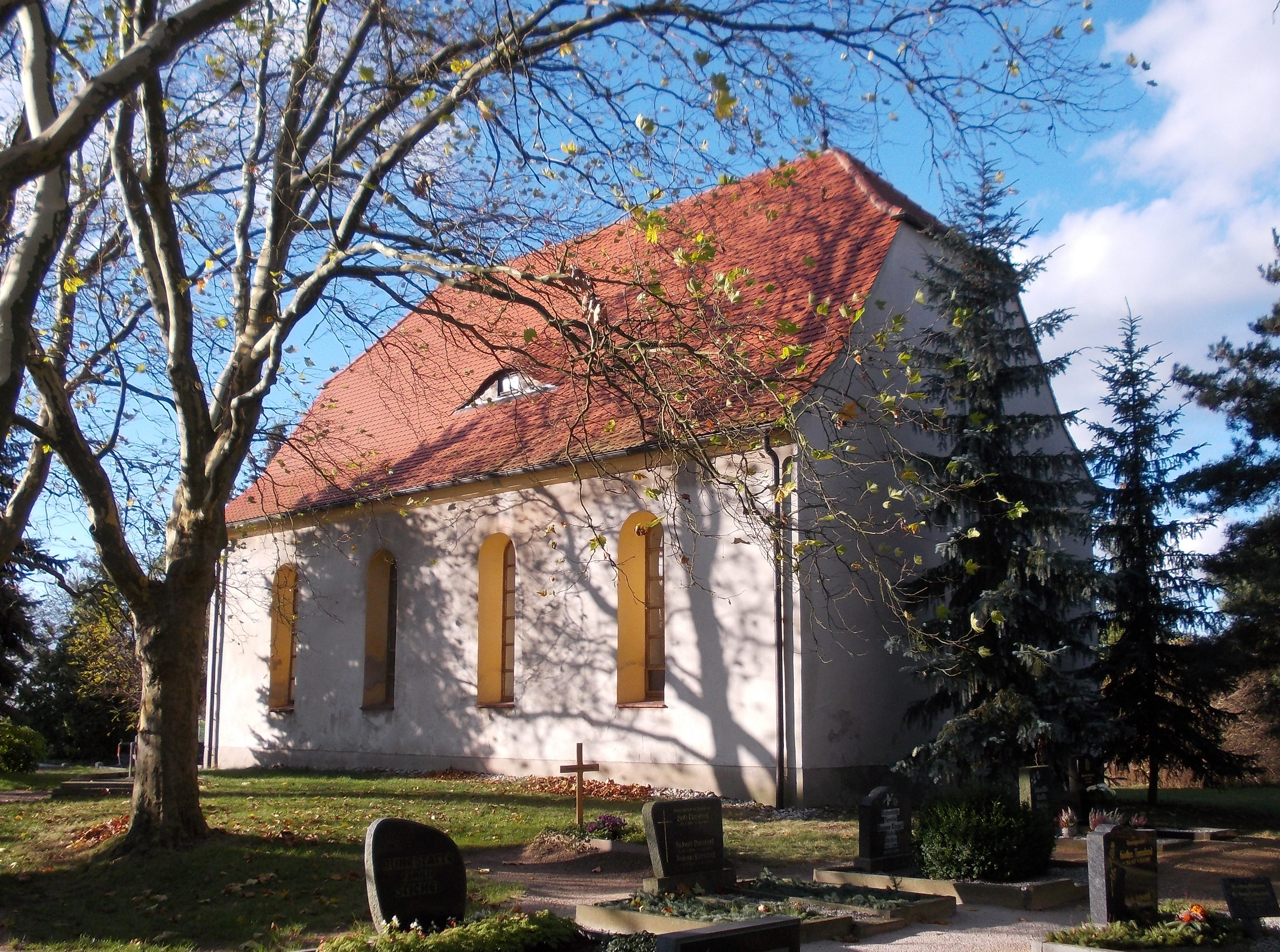
Dorfkirche Sprotta

## Sehenswürdigkeiten
Die Dorfkirche in Sprotta stammt aus dem Jahre 1723. Schon in der Zeit vor der Reformation besaß Sprotta eine Kirche, diese war in Fachwerkbauweise errichtet worden. Dieser Bau wurde 1610 durch eine neue steinerne Kirche mit Turm und zwei Glocken ersetzt. Im Dreißigjährigen Krieg wurde die Kirche stark beschädigt, notdürftige Reparaturen konnten den Verfall der Kirche jedoch nicht aufhalten. 1682 stürzte der Kirchturm ein. Daraufhin wurde 1685 als Ersatz ein Glockenturm errichtet. Als dessen Standort wurde die Dorfmitte gewählt, da die Kirche selbst etwas abseits lag. Das Kirchengebäude war zwar in baulich schlechtem Zustand, wurde allerdings noch bis 1723 genutzt. 1724 wurde der Neubau, der noch heute steht, an derselben Stelle, an der sich auch die alte Kirche befand, feierlich eingeweiht. Die turmlose Kirche ist mit dem Orgelchor und zwei Emporen ausgestattet, die Kanzel befindet sich über dem Altar.